# Єда Красіус
Єда Красіус порт. Yeda Crusius (* 26 Липня 1944) — губернаторка штату Ріу-Гранді-ду-Сул. Закінчила економічний факультет Університету Сан-Паулу, аспірантка Інституту досліджень та економічних досліджень в USP й Університету Вандербільта (США). Красіус почала академічну кар'єру в Сан-Паулу, а згодом у Порту-Алегрі, куди переїхала до 1970, після одруження.

## Судові справи
Крузіус звинувачували в екологічних злочинах під час її перебування на посаді губернатора Ріо-Гранді-ду-Сул, але Жільмар Мендес виправдав її.  Її також переслідували за ймовірну корупцію та відмивання грошей у 2006 та 2010 роках за участю Odebrecht Group. Цей бразильський конгломерат звинувачували у здійсненні платежів на виборчу кампанію Крузіус до Конгресу США. У 2019 році 3-й федеральний суд Санта-Марія, Ріу-Гранді-ду-Сул, визнав її винною в адміністративному правопорушенні за шахрайську схему, в якій були задіяні Державний департамент дорожнього руху Ріу-Гранді-ду-Сул (Detran-RS), Фонд підтримки технологій і науки (Fatec) та Освітньо-культурний фонд розвитку.